# Hans-Paul Verhoef
Hans-Paul Verhoef (20 mei 1957 – Rotterdam, 23 juli 1990) was een Nederlands aidsactivist.

## Biografie
Verhoef was eind jaren 80 voorzitter van de PvdA-homogroep, van de HIV-Vereniging Nederland en van de Delftse Werkgroep Homoseksualiteit. Hij wist internationaal beroering te wekken over de discriminerende inreisbepalingen van de Verenigde Staten voor personen met hiv of aids. Op weg naar de wereldaidsconferentie ("National Lesbian and Gay Health Conference and HIV/Aids Forum") van 1989 in San Francisco werd hij op de internationale luchthaven van Minneapolis gearresteerd omdat hij – toen hij zich bij de douane bekendmaakte – niet gemeld had dat hij aids had. Buitenlanders die drager waren van het hiv-virus werd destijds de toegang tot de Verenigde Staten geweigerd uit vrees voor verdere verspreiding van hiv. Verhoef belandde vijf dagen in de cel. Door een lobby van Amerikaanse homoseksuele en lesbische activisten (o.a. Act-UP) werd het hem op het laatste moment alsnog mogelijk gemaakt de conferentie bij te wonen, waar hij door de conferentiegangers als een held werd binnengehaald.
Pas in 2010 werd het inreisverbod voor mensen met hiv of aids opgeheven.
Hans-Paul Verhoef overleed in 1990 op 33-jarige leeftijd in het Rotterdamse Dijkzigtziekenhuis aan de gevolgen van aids.

## Hans Paul Verhoef Prijs
Na de dood van Verhoef werd een homo-emancipatieprijs naar hem vernoemd. De Hans Paul Verhoef Prijs werd van 1992 tot en met 2001 jaarlijks toegekend aan een persoon, samenwerkingsverband of organisatie die een belangrijke bijdrage leverde aan de emancipatie van homoseksuele mannen, lesbische vrouwen en mensen met hiv.

### Winnaars van de Hans Paul Verhoef Prijs
| Jaar | Winnaar                            |
| ---- | ---------------------------------- |
| 1992 | Jan Herman Veenker                 |
| 1993 | Stichting Hellun Zelluf            |
| 1994 | Jurjen van den Berg                |
| 1995 | Stichting Lesbians Unlimited       |
| 1996 | Juan Walter                        |
| 1997 | ?                                  |
| 1998 | Cem Ariklar                        |
| 1999 | Lydia Emanuels                     |
| 2000 | Homo-/Lesbische Groep Abvakabo FNV |
| 2001 | Transgendergroep Het Jongensuur    |